# Jelena Lovrić
Jelena Lovrić (Lukavac, BiH, 27. siječnja 1948.) hrvatska novinarka iz Zagreba.

## Životopis
Gimnaziju završava u Tuzli, studira Jugoslavensku i komparativnu književnost na Filozofskom fakultetu Sveučilišta u Zagrebu, a 1970./71. pohađa jednogodišnji studij novinarstva na Fakultetu političkih znanosti istoga sveučilišta. Od 1971. radi u novinskoj kući "Vjesnik".
Kao već iskusna novinarka, surađuje u tadašnjem vodećem političkom magazinu "Danas", od njegovog pokretanja 1982. pa sve do njegovog gašenja 1992. godine. 
U vrijeme početaka višestranačja, na XI. kongresu Saveza komunista Hrvatske izabrana je za članicu Centralnog komiteta - u doba komunizma ekstremno utjecajnu funkciju koja je J. Lovrić omogućavao najveći mogući društveni upliv unutar svoje struke: tih je desetljeća je bilo samo po sebi razumljivo da su svi novinari članovi "partije" koji su se u svojem radu dužni pridržavati političke "linije" koju je formirao Centralni komitet, i o čijem se radu i stručnom napredovanju uvijek raspravljalo unutar tijela Saveza komunista.
U članku "Hrvatske feministice siluju Hrvatsku", objavljenom 11. prosinca 1992. god. u tada najutjecajnijem političkom magazinu "Globus", biva s još četiri druge intelektualke označena kao pripadnica grupe koja je tijekom kongresa PEN-a u Rio de Janeiru (kako se iznosilo u nepotpisanom članku u "Globusu") lobirala protiv održavanja sljedećeg kongresa te ugledne međunarodne organizacije spisatelja u Dubrovniku, hrvatskom gradu kojega su tada u okruženju držale snage okupatora. Nakon toga ta grupa tzv. "Vještica iz Rija" biva izložena mnogim javnim kritikama, pa i prijetnjama.
Početkom 1990-ih godina Jelena Lovrić piše kao komentatorica za "Slobodnu Dalmaciju", "Feral Tribune" i "Novi list". Od 2004. godine piše za "Globus", koji ju je bio napao 1992. godine; također i za druga izdanja novinske kuće "Europapress Holding", u prvom redu za "Jutarnji list". Ima status vrlo cijenjene političke komentatorice, čije komentare se u javnosti doživljava kao ljevičarski intonirane.